# مارک هارلوف
مارک هارلوف (آلمانی: Marek Harloff؛ زادهٔ ۲۲ آوریل ۱۹۷۱) بازیگر اهل آلمان است.
از فیلم‌ها یا مجموعه‌های تلویزیونی که وی در آن‌ها نقش داشته‌است، می‌توان به شریته و نسل جنگ اشاره نمود.